# Dialogue (группа)
Dialogue (стилизованное название: DIALOGUE+) — японская идол-группа, состоящая из восьми актрис-сэйю и сотрудничающая с лейблом Pony Canyon. Дебютировала в октябре 2019 года с синглом «Hajimete no Kakumei!», титульный трек с которого стал открывающей музыкальной темой аниме-сериала High School Prodigies Have It Easy Even in Another World.

## История
Группа Dialogue+ была сформирована в июне 2019 года. В её состав вошли восемь актрис-сэйю: Юрина Утияма, Нэнэ Хиэда, Кёка Мория, Юна Огата, Аяка Такамура, Сацуки Мияхара, Маю Иидзука и Манацу Мураками; все они были задействованы в озвучивании персонажей в игре для мобильных устройств Cue!. 23 октября 2019 года группа выпустила свой дебютный сингл «Hajimete no Kakumei!» (яп. はじめてのかくめい! Хадзимэтэ но какумэй!); его титульная трек, написанный и сочинённый Томойей Табути из группы Unison Square Garden и аранжированный Хидэкадзу Танакой, стал открывающей музыкальной темой аниме-сериала High School Prodigies Have It Easy Even in Another World. 8 апреля 2020 года группа выпустила мини-альбом Dreamy-Logue. 3 февраля 2021 года состоялся релиз двух синглов: «Life Easy?» (яп. 人生イージー? Дзинсэй и:дзи:?) и «Ayafuwa Asterisk» (яп. あやふわアスタリスク Аяфува асутарисуку), титульные треки с которых стали соответственно открывающей и закрывающей музыкальными темами первого сезона аниме-сериала Bottom-tier Character Tomozaki. В рамках вышедшего в 2024 году второго сезона группа исполнила две основные музыкальные темы, которые вошли в состав их десятого по счёту сингла «Easy? Hard? Shikashite Susume!» (яп. イージー?ハード?しかして進めっ! И:дзи:? Ха:до? Сикаситэ сусумэ!). Кроме Bottom-tier Character Tomozaki группа исполняла открывающие темы к аниме-сериалам Higehiro (2021) и My Stepmom’s Daughter Is My Ex (2022), а также закрывающие темы к Love After World Domination (2022), Skeleton Knight in Another World (2022), Kubo Won’t Let Me Be Invisible (2023), Too Cute Crisis (2023) и Chillin’ in Another World with Level 2 Super Cheat Powers (2024).
1 сентября 2021 года группа выпустила первый студийный альбом Dialogue+1. 22 февраля 2023 года поступил в продажу второй альбом группы — Dialogue+2.
В 2022 году выпущен анимированный студией CloverWorks музыкальный видеоклип на песню «1000-man Kai Hug Nanda» (яп. 1000万回ハグなんだ Сэн-ман каи хагу нанда).

## Состав
- Юрина Утияма[англ.] (яп. 内山 悠里菜 Утияма Юрина)
- Нэнэ Хиэда (яп. 稗田 寧々 Хиэда Нэнэ)
- Кёка Мория[яп.] (яп. 守屋 亨香 Мория Кё:ка)
- Юна Огата[англ.] (яп. 緒方 佑奈 Огата Ю:на)
- Аяка Такамура[яп.] (яп. 鷹村 彩花 Такамура Аяка)
- Сацуки Мияхара[яп.] (яп. 宮原 颯希 Мияхара Сацуки)
- Маю Иидзука[англ.] (яп. 飯塚 麻結 Иидзука Маю)
- Манацу Мураками[англ.] (яп. 村上 まなつ Мураками Манацу)

## Дискография
Примечание: Все произведения выпущены на лейбле Pony Canyon.

### Студийные альбомы
| Название   | Дата выпуска        | Номер           | Номер           | Номер                  | Высшая позиция в чарте Oricon |
| Название   | Дата выпуска        | Обычное издание | Limited Edition | Canime Limited Edition | Высшая позиция в чарте Oricon |
| ---------- | ------------------- | --------------- | --------------- | ---------------------- | ----------------------------- |
| Dialogue+1 | 1 сентября 2021 г.  | PCCG-02053      | PCCG-02052      | SCCG-00081             | 6                             |
| Dialogue+2 | 22 февраля 2023 г.  | PCCG-02208      | PCCG-02207      | SCCG-00122             | 9                             |
| Dialogue+3 | 18 сентября 2024 г. | PCCG-02385      | PCCG-02384      | SCCG-00163             | 16                            |

### Мини-альбомы
| Название     | Дата выпуска     | Номер           | Номер           | Высшая позиция в чарте Oricon |
| Название     | Дата выпуска     | Обычное издание | Limited Edition | Высшая позиция в чарте Oricon |
| ------------ | ---------------- | --------------- | --------------- | ----------------------------- |
| Dreamy-Logue | 8 апреля 2020 г. | PCCG-01883      | PCCG-01882      | 14                            |

### Синглы
| Название                                                                   | Дата выпуска       | Номер           | Номер           | Высшая позиция в чарте Oricon |
| Название                                                                   | Дата выпуска       | Обычное издание | Limited Edition | Высшая позиция в чарте Oricon |
| -------------------------------------------------------------------------- | ------------------ | --------------- | --------------- | ----------------------------- |
| «Hajimete no Kakumei!» (яп. はじめてのかくめい!)                           | 23 октября 2019 г. | PCCG-01818      | PCCG-01817      | 37                            |
| «Ayafuwa Asterisk» (яп. あやふわアスタリスク)                              | 3 февраля 2021 г   | PCCG-01972      | PCCG-01971      | 22                            |
| «Life Easy?» (яп. 人生イージー?)                                           | 3 февраля 2021 г.  | PCCG-01970      | PCCG-01969      | 20                            |
| «Omoide Shiritori» (яп. おもいでしりとり)                                  | 19 мая 2021 г.     | PCCG-02011      | PCCG-02010      | 11                            |
| «Bokura ga Oroka da Nante Dare ga Itta» (яп. 僕らが愚かだなんて誰が言った) | 13 апреля 2022 г.  | PCCG-02130      | PCCG-02129      | 13                            |
| «Koi wa Sekai Teiri to Tomo ni» (яп. 恋は世界定理と共に)                   | 15 июня 2022 г.    | PCCG-02132      | PCCG-02131      | 12                            |
| «Deneb to Spica» (яп. デネブとスピカ)                                      | 24 августа 2022 г. | PCCG-02165      | PCCG-02164      | 11                            |
| «Kasuka de Tashika» (яп. かすかでたしか)                                   | 22 марта 2023 г.   | PCCG-02218      | PCCG-02217      | 17                            |
| «Nyanbori de Moffi!!» (яп. にゃんぼりーdeモッフィー!!)                     | 21 июня 2023 г.    | PCCG-02246      | PCCG-02245      | 10                            |
| «Easy? Hard? Shikashite Susume!» (яп. イージー?ハード?しかして進めっ!)     | 24 января 2024 г.  | PCCG-02328      | PCCG-02327      | 13                            |
| «Utopia Gaku-Gairon» (яп. ユートピア学概論)                                | 24 апреля 2024 г.  | PCCG-02355      | PCCG-02354      | 20                            |